# Chartreuse (pohoří)
Chartreuse (francouzsky Massif de la Chartreuse) je pohoří Západních Alp, ležící na území Francie v departementu Savojsko. Svými vápencovými stěnami tvoří kulisu olympijskému městu Grenoble. Nejvyšším vrcholem je Chamechaude (2082 m). Stojí zde Velká kartouza (La Grande Chartreuse), mateřský klášter kartuziánského řádu, který je po tomto pohoří pojmenován.

## Vrcholy
- Chamechaude (2082 m)
- Dent de Crolles (2062 m)
- Lances de Malissard (2045 m)
- Grand Som (2026 m)
- Granier (1933 m) – skalní sesuv části hory způsobil v roce 1248 smrt 5000 lidí

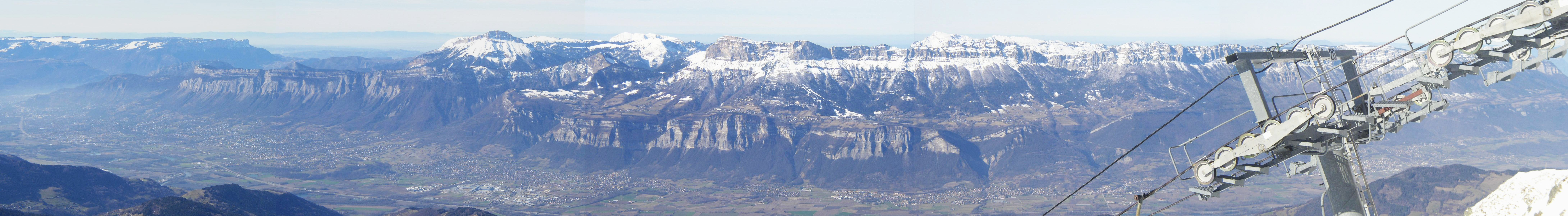
Pohled do údolí Vallée du Grésivaudan

- Grande Sure (1920 m)
- Charmant Som (1867 m)
- Petit Som (1772m)
- Pinéa (1771 m)

## Turismus
Zdejší hory lákají mnoho turistů svou pestrostí vyžití, která v sobě čítá možnosti od nenáročné turistiky (travnaté hřebeny, vápencové plošiny) po lezení v uměle zajištěných cestách typu via ferrata. Významná stavební památka, klášter Grande Chartreuse (veřejnosti nepřístupný), se nachází v kaňonu Gorges des Guires. Mezi dobré rozhledové body v pohoří patří vrcholy Charmant (1867 m) a La Sure (1920 m).